# صبراتة في العصر الروماني
تشغل مدينة صبراتة    القديمة والمدن الليبية  القديمة الأخرى مركزا مرموقا في تاريخ الحضارة الأنسانية فمنذالألف الأولى قبل الميلاد شهدت المنطقة التي أسست عليها أول اتصال مع حضارة الفينيقيين وبذلك شهدت تبادلا تجاريا على أوسع نطاق.
وسنتحدث في هذا التقرير عن مدينة صبراتة وكيفية تأسيسها على أيدي الفينيقيين ثم الرومان وسيطرتهم عليها وجعلها مدينة من المدن التابع لهم.
ثم نتحدث عن أهم معالم مدينة صبراتة الأثرية ثم وصولا إلى التخطيط العام للمدينة.

## مواد البناء المستعملة في مدينة صبراتة
استخدمت في بناء المباني الرئيسية في صبراتة حجارة رملية شديدة القابلية للتفتت قطعت من محاجر على المنحدرات الجنوبية من السلسلة الساحلية ولمنع السطوح المكشوفة من الحجر من التآكل والتفتت، فقد غطيت بطبقة سميكة من الجص الأبيض الصلب الذي يمكن تشكيلة وطلاؤة لتحقيق
التفاصيل النهائية المطلوبة على تيجان الأعمدة وأعمال النحت. الخ..
و يظهر الرخام في صبراتة بشكل متزايد ابتداء من القرن الثاني فصاعدا ولكنة لا يستخدم بإسراف كما في لبدة. وفي الواقع أن الاقتصاد في استخدامة يمكن أن يكتشف حتى في المباني العامة الهامة مثل معبد الفورم الجنوبي ومعبد أنطوني. حيث اقتصرت زينة الرخام فيها على الواجهة الأمامية أما الجوانب والخلفية فقد اكتفى بالجص.

## المنازل في مدينة صبراتة
لقد كشفت الحفريات في صبراتة عن وجود عدد كبير من المنازل الخاصة. خلافا لما حدث في لبدة، مما يساعد على تكوين فكرة واضحة عن حياة المواطنين المنزلية.
فهذة المنازل غالبا ما تكون وفقا لمخطط ضيق ولكن ما تبقى من آثارها والمتمثل في وجود آثار سلالم بدل على أن الكثير منها كان يتألف من طابقين على الأقل. والعديد منها كان لها صهاريج تحت الطابق الأرضي تتجمع فيها مياة الأمطار الساقطة على السطح. وتشيع في المنازل زخرفة الأرضيات بالفسيفساء. وتغطية الجدران الداخلية غالبا بزينة من الألوان على الجص. وما زالت بعض الزخارف والفسيفساء قائمة في مكانها. ولكن أفضلها قد نقل إلى المتحف المجاور، ويحتوي المتحف أيضا على مجموعة ضخمة من الأشياء الصغيرة المستعملة في المنازل في الحياة اليومية مثل الأواني الفخارية والزجاجية والبرونزية وما شابهها.

## الفورم
سلكت مدينة صبراتة مثلها مثل المدن الليبية التي آلت تبعيتها للرومان.
مسلك التقليد في جميع وجوه الحياة العامة التي كانوا يتبعونها في مدنهم، ومن المعروف أن مركز الحياة في المدن الرومانية كان (الفورم) السوق العامة، والتي كانت عبارة عن ساحة واسعة غير مسقوفة وعادة لا تدخلها العربات، والسوق العامة بالمدينة كانت يحيط بها المعابد الرئيسية والتي كانت مكرسة لبعض الآلهة والأباطرة، وتحيط بها أيضا المباني الحكومية العامة والحوانيت وكانت مقر الاقتراع ومنبرا للخطباء، وتعتبر محور الحياة العامة حيث الحكام يدلون بتصريحاتهم ويشرفون على عمليات تقديم القرابين ويقضون بين الناس، وفي رحابها كان يصوت المواطنون ويقومون بالأعمال التجارية وفيها يقضون أوقات فراغهم، يتجولون بين الأعمدة والتماثيل المقامة للآلهة والأباطرة ورجال الخير بقرار من المجلس البلدي. وعلى العموم فان السوق العامة (الفورم) تضم بداخلها الكثير من أوجه الحياة العامة منها السياسية والاقتصادية والاجتماعية والدينية.

## المجلس البلدي
لقد كانت مدينة صبراتة تتشبه بعاصمة الإمبراطورية (روما)حيث كانت تقلدها في كل انضمتها حيث كان لها مجلس بلدي على غرار مجلس الشيوخ في روما وقد كان للمجلس البلدي حاكمان ينتخبان لمدة سنة وكانا يجلسان على كرسيين من العاج ويلبسان حللا بيضاء ذات حواف أرجوانية ويحرسهم جنديان.
والمجلس الحالي بمدينة صبراتة جرى بناؤه في آخر القرن الميلادي الرابع وقد أقيم البناء على أنقاض بناء سابق، ويتكون المجلس من قاعة مستطيلة الشكل ويمكن الوصول إلى (قاعة المجلس) مباشرة عن طريق الفورم خلال بابين في الجانب الجنوبي احدهما بوسط الجدار والثاني بقرب الركن الجنوبي الغربي، وخلف المدرجات من الناحية الغربية يوجد بروز أشبه بالرف كان قاعدة لخمسة من التماثيل. وقد كانت أرضية الحجرة بما في دلك مدرجات الجلوس كلها مغطاة بالرخام.

## البازيليكا (دار العدالة)
ودور العدالة البازيليكا كانت عبارة عن بناء مسقوفا للوقاية من الشمس والمطر وكانت بالإضافة إلى إنها دار للعدالة كانت مكانا للمزايدات التجارية وقد كان يسمح لعامة الشعب بدخولها والتسلية بالاستماع للمحاكمات والمساومات بين التجار أو الاستماع إلى المحاضرات العامة، وكان الشكل العام البازيليكا عبارة عن بناء مستطيل طوله يبلغ ضعف عرضه وكان بها حنية نصف دائرية لجلوس القضاء وفي العهد الروماني كان لكل مدينة هامة البازيليكا واحدة على الأقل، وبمدينة صبراتة كانت البازيليكا توجد في الجهة الجنوبية الغربية من الفورم.

## الحمامات العامة
من المعروف أن الحمامات العامة كانت تلعب دورا«في حياة الرومان وحياة الشعوب المثأترة بهم وكانت المدن حتى الصغيرة منها حريصة على أن يكون لها حمام عام أو أكثر. فقد كانت الحمامات بمثابة الأندية في الوقت الحاضر والحمامات بمدينة صبراتة صغيرة الحجم بالمقارنة مع الحمامات الكبرى في روما ولبدة الكبرى وأكبرها بصبراتة تعرف باسم (حمامات البحر) ونظرا» لقرب هده الحمامات من البحر ولأنها بنيت من أحجار رملية فقد تلاشت معظم الجدران حتى أنة لم يعد بالمستطاع إعادة تخطيطها من جديد. وبالإضافة إلى حمامات البحر توجد أثار حمامات أخرى منها حمامات المسرح والتي يمكن الوصول لها عن طريق شارع (الديكومانوس) إلى الشرق من معبد هرقل. وعلى بعد حوالي واحد وتسعين مترا«إلى الشرق بموازاة الشاطئ توجد بقايا حمامات صغيرة تعرف باسم حمامات (اوقيانوس) وهده الحمامات بها غرفة كبيرة لابد إنها كانت حماما» باردا«(قريجيداريوم) أو دافئا» (تبيداريوم) ويلاحظ في
هده الغرفة حوضين للماء البارد كلا«منها في جهة. وقد وجدت في أرض هده الحجرة وعلى حافتي الحوضين فسيفساء من نوعية عالية نقلت منها إلى المتحف قطعة تمثل راس اله البحر الذي سميت هده الحمامات حاليا» باسمه، وفي الزاوية الشمالية الغربية لهده الحجرة باب صغير زينت عتبته بالفسيفساء التي تصور نظام الاستحمام (صورة صندل وزجاجة زيت). وهو يفضى إلى غرف الحمامات الساخنة التي كانت تتمتع بجهاز تسخين يثير الاهتمام وهو عبارة عن دورة هواء ساخن كان يمر خلال اجر مجون تحت وجوه الجدران. وبالاظافة للحمامات السابقة توجد حمامات أخرى تقع جنوب مكاتب الآثار مباشرة. وقد كانت الحمامات الكبرى تشتمل على المطاعم وحوانيت الحلاقة وبيع العطور والعقاقير.

## المعبد الانطوني
ويقع هدا المعبد على الضلع الشرقي من الساحة التي تقع إلى الشمال من معبد الفورم الجنوبي. ويعتبر المعبد الانطوني من ناحية المعبد الوحيد الذي كرست عبادته لإمبراطور روماني ومن ناحية تزداد أهميته ادا علمنا انه قد تم العثور بداخله على العديد من الآثار كالكتابات ورؤوس بعض التماثيل.

## معبد ليبرباتر
وهو يقع من الناحية الشرقية من الفورم، ويرجع تاريخه إلى أواخر القرن الأول الميلادي. وقد كان بهوه محاطا" بأعمدة حرة ستة منها على النهايتين. وثمانية على الجانبين أو أعمدة هدا المعبد التي أعيد نصب بعضها في الجهة الجنوبية هي من النوع الكورنثي وهي من الحجر الرملي المقصور، ومن داخل هدا المعبد آثار بنايتين قديمتين أحداهما كانت من الأرجح منزلا" والأخرى كانت معبدا" ربما كان تاريخ بنائه يرجع إلى أوائل القرن الميلادي الأول.

## معبد الإله هرقل
وهدا المعبد يقع في أول مبنى على يمين شارع (الديكومانوس) في منطقة الحي الجديد بمدينة صبراتة. وتدل الكتابة على انه يرجع إلى سنة 186 م. ويلاحظ انه لم يبق منه الآن سوى أساسه. وقد كان أمامه سلم من الدرج كما كان أمام الدرج تمثال لهرقل وهو جالس، وجدت قطعة منه في الموقع نفسه.
معبد الإله إيزيس:
ويوجد إلى شرق من حمامات اوكيانوس، ويرجع هدا المعبد إلى أواخر القرن الميلادي الأول، وهو مشيد على أنقاض معبد صغير وكان يحيط به فناء مستطيل معمد له مدخل تذكاري من نهايته الشرقية، ولم يبق من صحن هدا المعبد شيء ولعله كان عبارة عن قاعة مستطيلة مقسومة طوليا«إلى قسمين متناسبين مع القاعتين المسقوفتين من تحتهما. ولابد انه كان محاطا» من الخارج بصف من الأعمدة الكورنثي.

## معبد سيرابيس
ويقع هدا المعبد في الركن الشمالي الغربي من الفورم وقد تم التعرف على إن هدا المعبد يخص الإله سيرابيس عن طريق اكتشاف راس تمثال لهدا الإله الاسكندرى بين انقاضة. وهدا المعبد هو من أقدم معابد صبراتة الرومانية ويرتفع فناؤه المستطيل عن مستوى الشوارع المجاورة، كما إن جانبه الشرقي كانت به ثلاث مداخل تواجه مقد مة المعبد، وفي الأصل كانت أعمدة الممرات المستورة حول أضلاع الفناء من الحجر الرملي المقصور، ولكن أعمدة المقد مة والجانبية استبدلت فيما بعد بأعمدة من الرخام الرمادي متوجة بتيجان كورنتية. ولقد أنشئ هدا المعبد وفقا" للتقليد الهلنيستى أي في وسط الفناء، ولكنه رفع عن مستوى الفناء وزود بدرج حجري من الجهة الشرقية فقط، وقد كسي هدا الدرج بالرخام من وقت لاحق.

## لموقع الجغرافي
تمتاز البقاع في السواحل الليبية بجمال بديع خلاب فهذه الشواطئ قليلة التعاريج نسبياً.
و إذا تتبعنا الأراضي الساحلية التي تمتد على حدود البحر نجدها تنحرف في إتجاة الجنوب حتى يصل هذا الانحراف أشده في المنطقة التي أقيمت عليها مدينة صبراتة ومن تم فإن الشاطئ ينحرف إتجاة الشمال حتى يصل إلى مدينة زوارة وهدا يشكل خليجاً صغيراً على هيئة تجويف منفرج الزاوية ووجدنا أن الأساسات الفينيقية المكتشفة أقل ارتفاعاً من نظريتها الرومانية والبيزنطية وعلى وجه العموم فإن المدينة كانت ولاشك مرتفعة نسبياً عن سطح البحر وحاجب شاطئها العلى في بعض أجزائه يؤكد صحة هذا الرائي وشاطئها أغلبه صخري وتتخلص نتؤاتة الصخرية على انخفاض نحو الغرب حتى يتكون مصيف في أقصى نقطة من شبة مصيف يكاد يكون خالياً من أي عوائق صخرية.

## نشأة المدينة الرومانية بصبراتة
وهذه المدينة لا تقل أهمية عن مدينة لبدة الكبرى وهي ما زالت محتفظة بمعظم مبانيها القديمة وكانت لها أهمية كبيرة وذلك بسبب مينائها من ناحية ومن ناحية أخرى تجارة القوافل حيث كانت نقطة اتصال بين الجبل وغدامس.
وفي منطقة طرابلس تختلف صبراتة عن لبدة بأنها لم تجد حمايات إمبراطورية تغريها بعيش حياة فوق طاقتها ولذا لا نجد القرنين الثالث والرابع يتميزان بالانحطاط السريع كما رأينا في لبدة … ويدل وجود معبد إيزيس (17) داخل الجدار الدفاعي المبنى في هذه على أن صبراتة لم تكن قد اضمحلت بعد كثيراً… وكانت ما تزال توجد في أواخر القرن الرابع حيوية مدينة كبيرة تشاهد في إعادة بناء المباني العامة كارثة ربما تعود إلى هجوم الإستيربين ولم يأت الانهيار الخطير إلا في القرن الخامس في ظل حكم الوندال.
العمارة الرومانية في عناوين
عمارة إنشائية الإيحاءات في المباني
مفرداتها:
1. عمارة
2. عمارة القوة {النزعة العسكرية}.
3. الهيمنة والسيطرة.
4. الارتفاع الشاهق.
5. إهمال المقياس الإنشائي.
6. عمارة الترف واللهو.

## النسيج العمراني
معايير التخطيط المستخدمة في النسيج وكان الرومان منظمين مهندسين مهرة كانوا غزاة محتلين بنوا مباني ضخمة بمقياس ضخم تقلصت في الإمبراطورية الرومانية إلى معادلة ميكانيكية هندسية الورق الهندسي، ولقد أخذ الرومان مدنهم بأسلوب المسقط الشطرنجى (التخطيط المتعامد) قبل إنشاء المدينة يجهز لها تخطيط وبمجرد تحديد الموقع يبدأ التشيد فوراً فالتخطيط سهل الفهم بسيط في تنفيدة كما أن البلوكات الناتجة تحته يسهل قياسها وتحديدها وكان الأفراد الذين يرسلون كمستوطنين إلى المستعمرات الرومانية.
و المدينة تكون عادة على شكل مربع أو مستطيل يخترقها طريقان رئيسيان متعامدان بهما بواكى وأعمدة لتميزها عن بقية الشوارع أحدهما من الشمال إلى الجنوب ويسمى {ديكومانوسى}
Dccomanus إلى أربعة أقسام ما يقع هذان الطريقان في وسط المدينة وهي العلامة التي تميز المدينة الرومانية عن المدينة الإغريقية الهيلينية وعند تقاطع الطريقين يخطط ميدان رئيسي مفتوح ويحيط بالمدينة سور له بوابات.
يبدأ تأسيس الطريقين الرئيسيين المتقاطعان وعند التقاطع يخطط مربع مفتوح تم يحدد للمدينة (4)بوابات باب عند كل جهة من الجهات الأربع الرئيسية تم يخطط طرق ثانية موازية ومتعامدة مع الطرق الرئيسية وتتحد قطع الأرض التي توزع على السكان حسب المركز أو الوظيفة مما يسهل تنفيذها في الأرض المنبسطة الخالية غير المشغولة وكانت القطع التي تغطى لكل مواطن متشابه.
و يعتبر تأسيس المدن عملاً مقدساً عند الرومان ويقيمون طقوسا دينية أترورية عند البدء في نشأها حيث يقوم بتفنيد وتخطيط المدينة كاهل أترورى … واختيرت مواقع المساحات المفتوحة والمباني العامة وروعي في ذلك اتصالها بالطرق الإقليمية الرئيسية أو البحر أو النهر المجاور حتى يمكن تحديد أسور المدينة بما يتفق مع الموقع.

## فلسفة الشوارع
قد وضع تصميم المدينة عن طريق تخطيط شبكة طرق طولية وعرضية تمتد موازية ومتعامدة مع الطريقين الرئيسين المتعامدين وكانت الفورم Forum تشغل ركناً من تقاطع هذين الطريقين كما كانت تمتاز مند البداية مواقع المساحات المفتوحة والمباني العامة الأخرى واتصالها بالطرق الرئيسية والمدينة المربعة الشكل أو المستطيلة لم تنتشر في إيطاليا بل كانت منتشرة في دول حوض البحر المتوسط. وقد قسمت المدينة إلى مجاورات وأحياء سكنية بمراكزها وأسواقها الصغيرة إلا أن تخطيط شبكة الشوارع بعروض واحدة كان لا يساعد على تميز هذه الوحدات، وفي التخطيط الروماني حيث الميادين والمساحات المفتوحة والشوارع ذات البواكي والشوارع المحورية التي تحفها محلات التجارة على الجانبين {شارع متاجرة} وكانت هذه المحاورة تحل محل السوق المفتوح المركزي الذي تتجمع حولة المحلات.

## نظام الحركة
يقع المدخل (1) المؤدى إلى الحفريات على ((الكاردو)) أي المحور الرئيسي للمدينة المكبرة ويؤدى في الشمال الغربي إلى الساحة (5) وإلى البحر وبعد اجتياز تقاطع طرق ومنزل
خاص كبير له حمام على اليسار يصل الزائر إلى البوابة البيزنطية (2) وقد بنيت البوابة.بكيفية الرّفاعات
و إذا واصل الزائر سيره على طول الكاردو الذي يلتف هنا حول الجهة الغربية في حي سكن جذاب وصل إلى معبد الساحة الجنوبية (3) على اليسار... وقد ارتفع المعبد على منصة عالية. ويتسع الكاردو (الشارع الرئيسي) شمال معبد الساحة الرابعة مكوناً ساحة مربعة في الجهة الشرقية منها مدخل تذكاري يؤدى إلى فناء المعبد أنطونيتى (40) ويرتفع المدخل عن مستوى الساحة المربعة بحيث يصعد إلية المرء على خمس درجات، وإذا عاد الزائر إلى الساحة المربعة فأنة يمر على اليمين بآثار بركة مربعة… ويوجد غربي البركة مدخل ضيق مقوس. ويؤدى من الساحة المربعة (piazza) إلى الساحة الكبيرة (5) فوروم … مساحة مربعة متسعة الفضاء محاطة على جوانبها الطولية بأسطر من السقائف امتدت في مؤخرة معبد {ليبرياتر}.
كانت تحتل الجهة الجنوبية من الساحة البازيليكا (7) ويحتل الجانب الغربي من الساحة معبد ربما كان مبنى الكابيتول (8) أو المعبد الكابيتولى وقد بنى المعبد الأصلي الذي يعود إلى النصف الأول من القرن الأول وإلى الشمال من الكابيتول خلف الزاوية الشمالية الغربية من الساحة توجد آثار معبد سيرابيس (9) إله مصري عبدة الإغريق والرومان وقد كان المعبد أحد أقدم من تخطيط منطقة الساحة (الفوروم) لأنة غير متعامد معها جيداً … وتوجد خلف منصة الساحة الشمالية آثار مجلس الشيوخ البلدي الكوربا (10) وهناك باب في الطرف الغربي من الساحة يؤدى إلى الكوربا وهي بناء مستطيل وبسيط وتوجد داخل الباب مباشرة مساحة من الأرضية وتوجد بين الكوربا والبحر على الجانب الشرقي من ساحة غير منتظمة بقايا بازيليكا أوغسطين (11).
و إلى الشرق من بازيليكا أوغسطين يمتد حي تجارى وسكنى هام يبين شيئاً من الخطة الغير المنظمة في بناء المدينة السابقة للمدينة الرومانية وإذا واصل الزائر مسيرة مع جانبه القريب من البحر وصل إلى ممر ضيق يحيط بالحي من الشمال الغربي إلى الجنوب الشرقي. وأول بناء في الشرق هو عبارة عن مصنع زيت زيتون صغير يحتوى على طاحونة حجرية وفراغ لعاصرة الزيتون وسلسلة من الأحواض وعندما يتجه الزائر إلى اليسار عند الطرف الجنوبي من الممر ويسلك أول مدخل على اليمين فإنه يصل إلى فراغ غير منتظم أمام ما يسمى {حمام البحر} (12) وهي أكبر حمامات في صبراتة ولكنها لا تصل إلى مستوى حمامات هادريان في لبدة.
و عندما يعود الزائر إلى المدخل ويتجه إلى اليسار تم إلى اليسار فأنة يصل على اليمين إلى الشارع هام يسير موازياً للكاردو ويحتوى كثير من المنازل المقامة
علية على أمثلة جيدة من صهاريج ماء المطر وعند النهاية الجنوبية من هذا الشارع توجد في الجدار البيزنطي فجوة حديثة تؤدى إلى الديكيومانوس (الشارع الذي يسير من الشرق إلى الغرب) الذي يؤدى إلى الشرق ويحيط بالجدار البيزنطي ويصل بالزائر إلى حي القرن الثاني من المدينة وعلى بعد عن ثلاثين متراً إلى الشرق من الفجوة توجد آثار قوس له أربعة جوانب وكان يقف على تقاطع طرق ويغطى من الغرب انحناء في الديكومانوس ناشئاً عن اتصال بين الحيين القديم والجديد ويوجد شرقي معبد هرقل غير منتظم الشكل يسمى حمام المسرح وإذا واصل الزائر سيرة على طول الدكيومانوس واتجه مع ثالث جزيرة دوران على اليسار وصل إلى باسيليقتين مسيحيتين وإلى الشرق من الكنيسة الكبيرة كانت توجد {أتريوم} أي قاعة مدخل البناء وهي مستطيلة
+ أماكن الفضاء أو الساحات وطريقة تواجدها واستخدامها:
عن طريق تجمع أهم المساكن في المدينة غلق هذا الفراغ عن طريق تقاطع الشوارع.
- المؤثرات التي أثرت على المدينة وخصائصها:

_ الناحية السياسية.
_ من الناحية الاقتصادية
_ من الناحية الثقافية.
أولاً/ من الناحية السياسية:
لقد كانت مدينة صبراتة تتشبه بعاصمة الإمبراطورية {روما} حيث كانت تقلدها في كل أنظمتها حيث كان لها مجلس بلدي Ordo Decurionum. على غرار مجلس الشيوخ في روما وقد كان للمجلس البلدي مكان ينتخبان فيه لمدة سنة ومن بين أعضاء المجلس البلدي أيضاً عضوان للشئون المالية وعضوان للطرقات والأسواق وتوزيع الحنطة والألعاب الرياضية.
ثانياً/ من الناحية الاقتصادية:
لم يكن الباعث لدى الرومان على التوزيع بمدينة صبراتة والمناطق الليبية توسعاً عمرانياً فحسب بل هو استغلال للمنطقة من جميع النواحي الاقتصادية ولقد كانت الزراعة تمثل المورد الرئيسي في مدينة صبراتة اهتموا بالزراعة مثل سابقيهم حيث ركزوا على زراعة أشجار الزيتون اما المنطقة الساحلية المحاطة بالمدن فقد كان يتم زراعتها بأنواع مختلفة من المحاصيل حتى تسد الاحتياجات الداخلية لهذه المدن وعلى العموم فأن الزراعة في مدينة صبراتة تعتبر الشريان الرئيسي للحياة، حيث أن التجارة تقوم عليها التجارة. وخير دليل على الأهمية التجارية التي كانت تمتاز بها مدينة صبراتة هو العثور على متروكلاد تجار مدينة صبراتة بميناء اوستينا القديم القريب من مدينة روما.
ثالثاً/ من الناحية الثقافية:
إننا عندما نتحدث عن الحياة الاجتماعية بمدينة صبراتة فإننا نقصد بذلك الأماكن التي كان سكان هده المدينة يقضون فيها أوقات فراغهم وعلى العموم فإن الناس في العصر الروماني يقضون جل وقتهم في مشاهدة المسرحيات على المسارح بالإضافة إلى مشاهدة المصارعة الحرة بين البشر أو بين البشر والحيوانات المفترسة والتي كانت تدور داخل المسارح الدائرية {الأمنيتياز} هذا من ناحية ومن ناحية أخرى فإن الناس كانوا يخصصون جزءاً من وقتهم للذهاب إلى الحمامات العامة وحليات السياق ودور العدالة.
المراكز الحضارية والثقافية والترفيهية:
_أنواعها.
_استخداماتها.
المراكز الدينية المراكز الثقافية
معبد الفورم الجنوبي المتحف
المعبد الانطوني الفورم
معبد ليبر باتر المجلس البلدي
معبد الكابيتوليوم بازيليكا جوستنيان
معبد سيرابيس حمامات البحر
معبد هرقل حمامات المسرح
معبد ايزليس
كنيسة المسرح
المراكز الترفيهية الخدمات والمرافق
المسرح الدائري الضريح البونيقي
حلبة السباق المقبرة البونيقية
السيرك معصرة الزيت
الاسواق (الفوروم)
البهو والمعبد

## التخطيط المعمارى لأهم المراكز
.
. المسرح
كان المسرح من النوع الروماني العادي وقد جمعت القاعة ذات الطوابق الثلاثة شبة المستديرة في بناء واحد مع منصة المسرح الطويلة المستطيلة التي تساويه في الارتفاع وقد بني البناء كله على منصة من الصخر ذات انخفاض بسيط في الوسط واستخدمت في البناء كمادة رئيسية الحجارة الرملية المحلية مع تغطية الوجوه المرئية بالجص الأبيض.
و لقد أمكن إعادة أجزاء من الطابقين السفليين من واجهة قاعة الأشماع في الجنوب الشرقي والجنوب الغربي وكان كل دور يتكون من صف من الأقواس المفتوحة التي تقف على قواعد ضخمة ويظهر الاختلاف الوحيد في ذلك في أقصى الطرف الشرقي من شبة الدائرة حيث يقف جدار مستقيم متقاطع مع الطرف الشرقي من منصة المسرح ممثلاً مساكن قوس واحد وكانت
الأقواس المفتوحة تثنبق عن عمادات توسكانية وتنفصل بعضها عن بعض بعمادات كورنيشية أكبر تحمل سطوحاً معمرة متواصلة التشابك أما الطابق الثالث فليس من المؤكد كيف كان مركباً ولكن يعرف آن صف من الأقواس البارزة كان يحتل هذا الطابق.من بين المداخل المقوسة الستة والعشرين التي هي يحتوى سطح الأرض كان المدخلان الموجودان عند أقصى الطرف شبة الدائري يؤديان إلى ممر منحدر نصف قطري يؤدى مباشرة إلى غرفة العزف بينما تفتح المداخل الأخرى كلها على دهليز مقنطر شبة دائري يشير حول المواجهة من الداخل مبتدئاً من أحد الممرين المنحدرين ومنتهياً بالممر الأخر وكان يفتح في الجانب الدّاخلي من هدا الدهليز خمسة وعشرين مدخلاً مقوساً وكانت ستة مداخل منها (25,21,17,9,5,1) ابتداء من الشرق تبدأ بممرّات أخرى (23,19,15,7,3) تؤدي إلى ممرات نصف قطرية تتصل بدهليز داخلي شبة مستدير بمستوى سطح الأرض ويفتح على الممر المنحدر.